# Демяхи (Тверская область)
Демяхи — деревня в Бельском районе Тверской области. Центр Демяховского сельского поселения.
Находится в 18 километрах к юго-западу от районного центра город Белый.
Население по переписи 2002 года — 206 человек, 106 мужчин, 100 женщин.
В 1996 году — 79 хозяйств, 216 жителей. Центральная усадьба колхоза (СПК) «Призыв», неполная средняя школа, детсад, дом досуга, медпункт, магазин.
Через деревню проходит автодорога Р136 «Лисичино — Духовщина — Белый — Нелидово», соединяющая Смоленскую и Тверскую области.
В 2010 году автодорога «Демяхи — Чичаты — Котово» восстановлена после разрушения тяжеловесным транспортном при строительстве Балтийской трубопроводной системы.

## История
В середине XIX-начале XX века относилась к Ляпкинской волости Бельского уезда Смоленской губернии, имение помещицы Н. И. Пенской. В 1900 году — 19 дворов, 112 жителей, водяная мельница, винная и мелочная лавки, в 1920 — 22 двора, 114 жителей.
В 1937—1944 годах Демяхи относятся к Бельскому району Смоленской области.
В начале Великой Отечественной войны, южнее деревни, на рубеже Чёрный Ручей — Красногородка — Лосьмино в июле 1941 года воинами 250-й стрелковой дивизии были остановлены немецко-фашистские войска. Этот рубеж ожесточёнными боями удерживался до октября 1941 года. В деревне Демяхи погиб командир 250-й стрелковой дивизии Иван Сергеевич Горбачёв (похоронен в посёлке Оленино).
Упоминается в повести Вячеслава Кондратьева «Поездка в Демяхи».

## Воинское захоронение
Дата создания современного места захоронения советских воинов — апрель 1942 года. Сюда проводилось массовое захоронение и перезахоронение из одиночных и братских могил, расположенных на территории Демяховского сельского Совета- 22 июня 1991 года состоялось торжественное открытие нового памятника. На могильных плитах высечены имена захороненных здесь бойцов.
Количество захороненных: 5351, известных 5336, неизвестных 15.

## Население
| 2008 | 2010 |
| ---- | ---- |
| 246  | ↘168 |